# Cinema cronaca
Cinema cronaca è stato un programma televisivo italiano, spin-off del programma “La cronaca in diretta”, andato in onda in prima serata dal 18 gennaio 1995 con cadenza settimanale, fino al termine della stagione televisiva, con la conduzione di Alessandro Cecchi Paone.

## Il programma
il programma propone in ogni serata un film, in prima visione TV, che tocca il tema proposto nel dibattito curato dalla redazione e condotto da Alessandro Cecchi Paone. Il dibattito presenterà alcuni casi di cronaca, in stile col programma madre.

## Edizioni
| Edizione | Rete  | Stagione | Conduttore              |
| -------- | ----- | -------- | ----------------------- |
| 1ª       | Rai 2 | 1995     | Alessandro Cecchi Paone |